# Stenorhynchus seticornis
Stenorhynchus seticornis is een krabbensoort uit de familie van de Inachidae. De wetenschappelijke naam van de soort is voor het eerst geldig gepubliceerd in 1788 door Herbst.